# 鄂西绣线菊
鄂西绣线菊（学名：Spiraea veitchii）为蔷薇科绣线菊属下的一个种。高度可达4米的灌木。生长在山坡草地或灌木丛中。